# Varga M. Péter
Dr. Varga M. Péter (Szombathely, 1975. május 23. –) magyar ügyvéd, adatvédelmi és munkajogi szakjogász, a Lighthouse Legal Ügyvédi Iroda alapítója és vezetője. Több évtizedes szakmai tapasztalattal rendelkezik a polgári jog, a munkajog és az adatvédelem területén. Nős, négy gyermek édesapja.

## Életpályája
Korai éveit Vépen töltötte testvéreivel és szüleivel. Jelenleg Budapesten él. A Vépi Általános Iskolába, majd a Szombathelyi Nagy Lajos Gimnáziumba járt. Eleinte állatorvos szeretett volna lenni, de végül a jog mellett döntött.
2000-ben jogi diplomát szerzett a Miskolci Egyetem Állam- és Jogtudományi Karán. 2005-ben munkajogi szakjogászi képesítést kapott a Pécsi Tudományegyetemen, 2020-ban pedig adatvédelmi szakjogászi végzettséget az Eötvös Loránd Tudományegyetemen.
Nevében a középső „M” betű az édesanyja családnevének kezdőbetűje, amelyet az egyetemen javasoltak hozzáadni, mivel több azonos nevű hallgató volt – így kívánta egyedivé tenni a nevét.
2008-ban megalapította saját ügyvédi irodáját, amely ma Lighthouse Legal Ügyvédi Iroda néven működik.

## Szakmai tevékenysége
Dr. Varga több szakmai szervezetben töltött be vezető szerepet:
- A Magyar Jogtanácsosi Szövetség főtitkára (2005-től)
- A Magyar Munkaerő-kölcsönzők Országos Szövetsége elnöke (2009-től)
- Az Igazságügyi Minisztérium jogi szakvizsga bizottságának vizsgáztatója
- A Magyar Ügyvédi Kamara másodfokú fegyelmi tanácsának tanácselnöke
- Alapító tagja az Ügyvédekkel a Demokratikus Jogállamért Egyesületnek
- Tagja a Magyar Munkajogi Társaságnak
- 2016 óta partner az Eversheds Sutherland Ügyvédi Irodánál

## Könyve
10 év próbaidő[pontosabban?] – A kötet 2014 karácsonyán jelent meg, személyes hangvételű memoárként.